# كوباناكي (ميسينيا)
كوباناكي (Κοπανάκι) هي مدينة في ميسينيا في مقاطعة كينتريكي إلادا في اليونان.